# United States (Schiff, 1952)
Die United States ist ein ehemaliges US-amerikanisches Passagierschiff und bis heute Titelträgerin des Blauen Bandes als schnellster Dampfer auf der Transatlantikroute. Sie wurde als Linienschiff der Reederei United States Lines für den Linienverkehr von New York nach Europa auf der Atlantikroute eingesetzt. Bekannt ist sie auch mit dem vorangestellten Kürzel als SS United States; dabei steht SS für den englischen Begriff Steam Ship für den Einsatz von Dampfturbinen in ihrer Antriebskonstruktion.

## Geschichte

### Bau

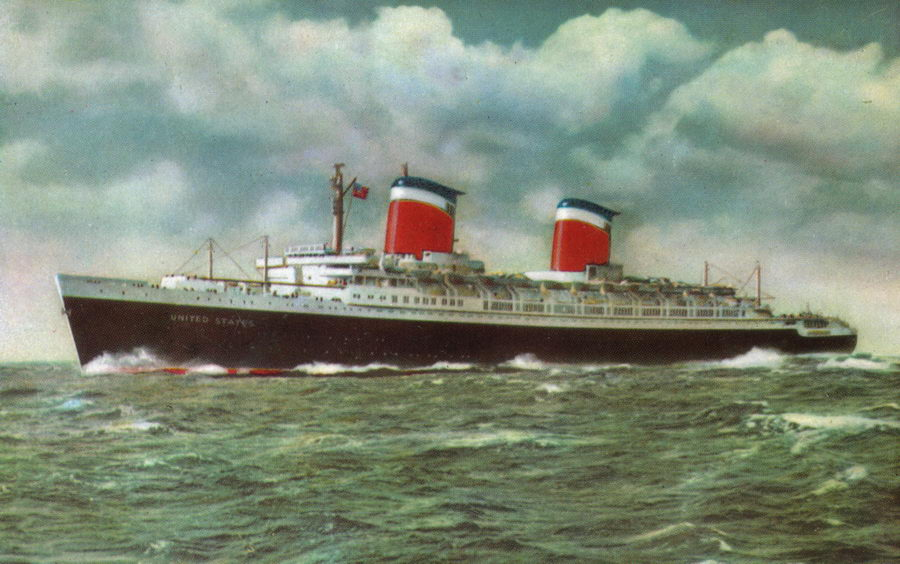
Gemälde der SS United States auf hoher See

Das Turbinenschiff wurde von 1950 bis 1952 auf der Newport News Shipbuilding in Newport News gebaut. Die Kosten von 78 Mio. US-Dollar wurden von der Regierung der Vereinigten Staaten mit 50 Mio. $ und von der Reederei mit 28 Mio. $ getragen.
Das Schiff entstand als Typ P6-S4-DS1 im Rahmen des Nachkriegs-Schiffbauprogramms der United States Maritime Administration. Schon beim Bau waren Vorkehrungen getroffen worden, um es in kürzester Zeit zum Truppentransporter umrüsten zu können. Dafür wurde der Bau von der US-amerikanischen Regierung finanziell und technisch gefördert. Im Kriegsfall hätten bis zu 15.000 Soldaten transportiert werden können. Daneben besaß das Schiff viele Schotten und getrennte Maschinenräume, um widerstandsfähiger gegen Beschädigungen zu sein. Auch eine Verwendung als Hospitalschiff wäre möglich gewesen. Die Abmessungen der United States wurden auf den Panamax-Standard begrenzt. Die United States wurde jedoch nie als Truppentransporter genutzt.

### Liniendienst

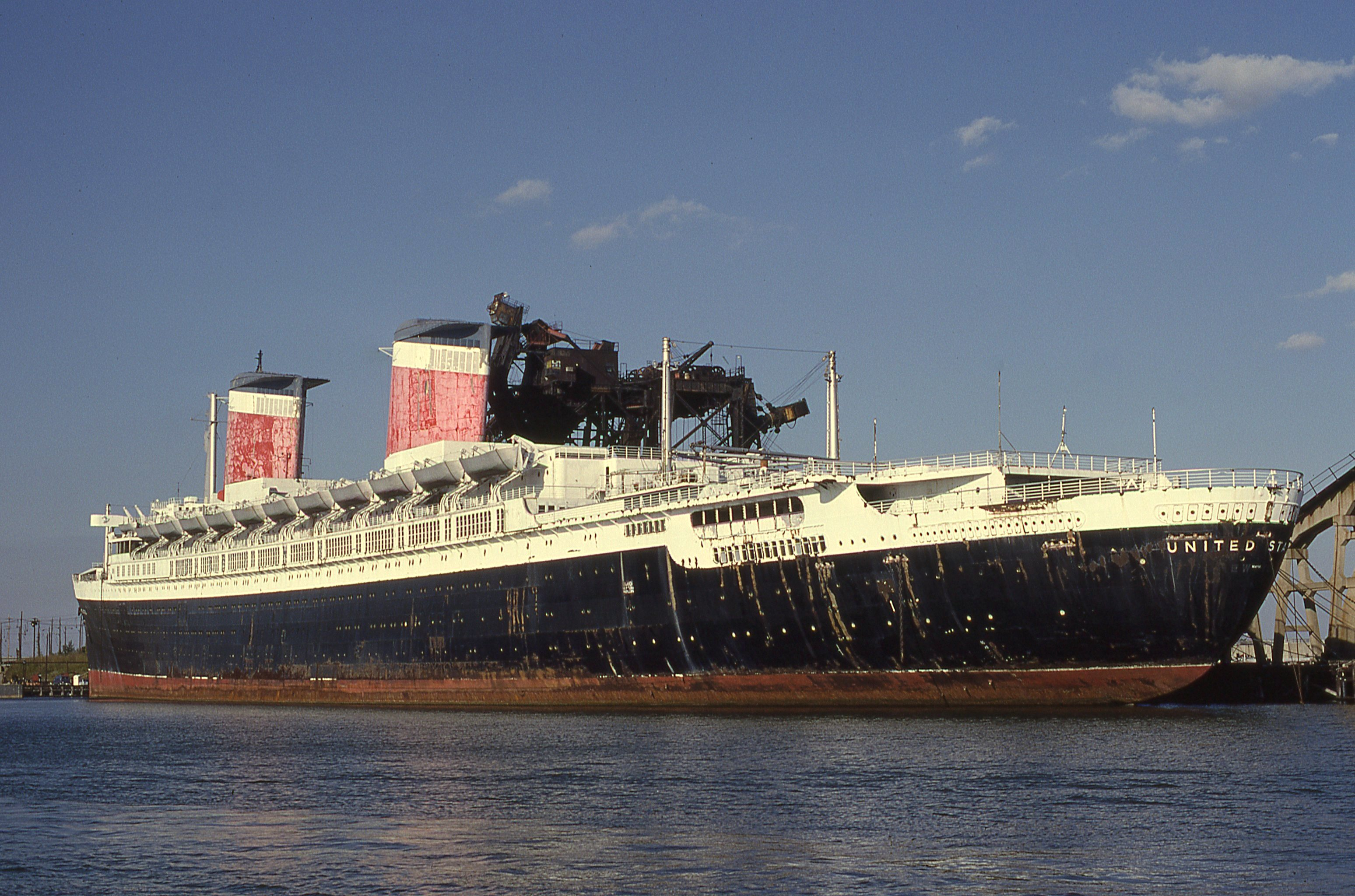
Ansicht von achtern (Hampton Roads, 1989)

Bereits bei ihrer Jungfernfahrt unter dem Kommando von Kapitän Harry Manning am 3. Juli 1952 errang sie das Blaue Band für die schnellste Atlantik-Überquerung von Passagierschiffen mit einer Durchschnittsgeschwindigkeit von 35,59 Knoten. Die benötigte Fahrzeit lag bei 3 Tagen, 10 Stunden und 40 Minuten. Für die Rückfahrt nach Amerika benötigte sie 3 Tage, 12 Stunden und 12 Minuten (Durchschnittsgeschwindigkeit von 34,51 Knoten). Damit hält sie den Rekord für die schnellste Überquerung sowohl in West- als auch in Ost-Richtung. Diese Rekorde wurden bisher nicht unterboten. Zielhafen in Europa war zunächst Southampton, später fuhr sie auch häufig bis Bremerhaven, wo sie erstmals am 3. Januar 1953 anlegte.

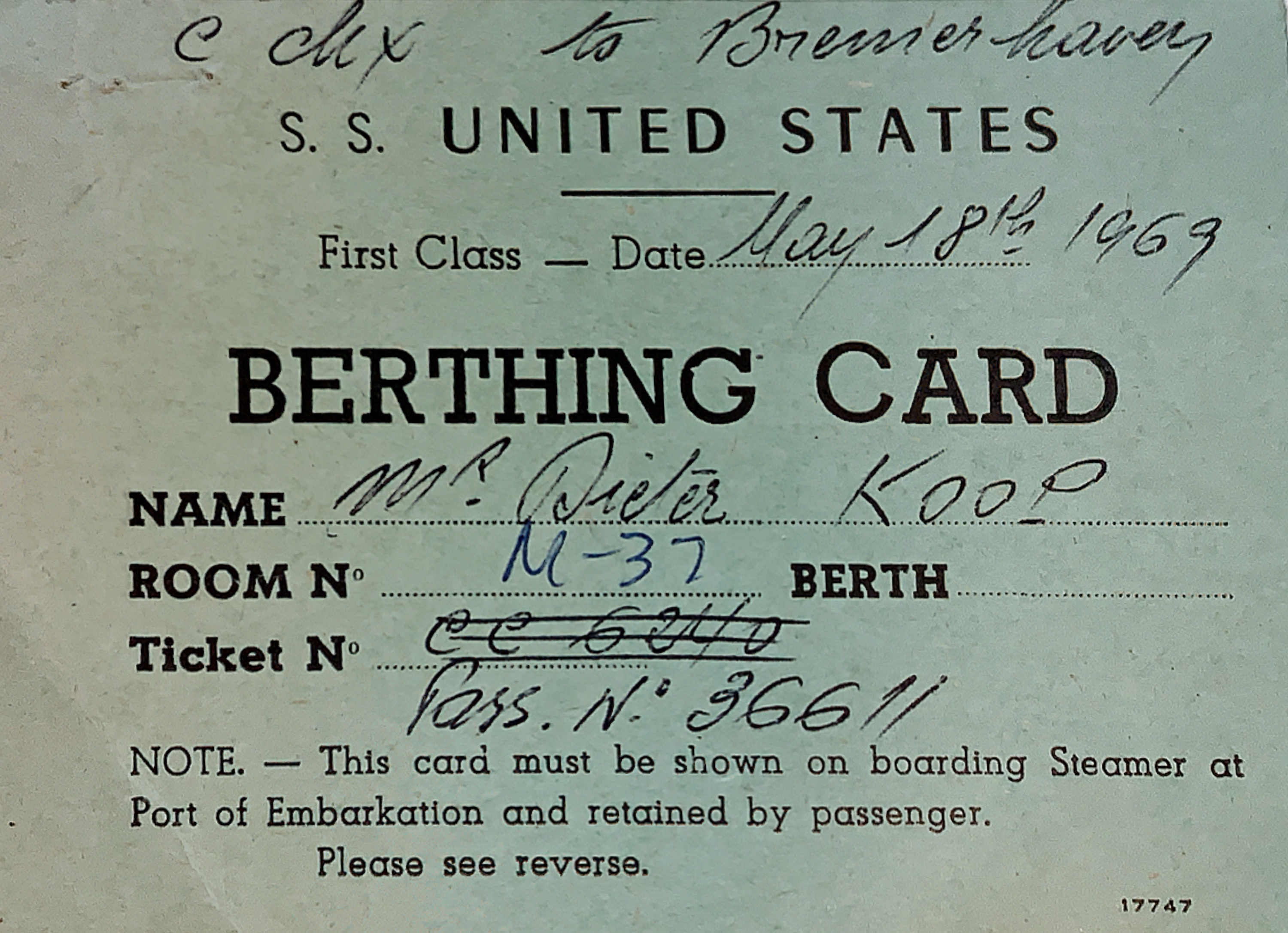
Bordkarte von 1969

Als Flugreisen billiger und populärer wurden, war der Betrieb von Passagierdampfern zwischen Nordamerika und Europa nicht mehr rentabel. Daher wurde die United States am 14. November 1969 außer Dienst gestellt.

### Verkauf und weitere Verwendung
Nach langer Aufliegezeit wurde das Schiff 1992 an einen türkischen Werfteigner verkauft. Dieser ließ das Schiff nach Istanbul schleppen, um es zu einem Kreuzfahrtschiff umbauen zu lassen; diese Pläne zerschlugen sich jedoch bald. Das Schiff wurde Anfang November 1993 weiter nach Sewastopol in der Ukraine geschleppt, wo es bis zum 13. Mai 1994 fast vollständig entkernt und von Asbest befreit wurde.
Auffälligste Änderung ist die Beseitigung der Davits und der Rettungsboote.
1996 wurde das Schiff erneut verkauft. Der neue Eigner ließ das Schiff wieder über den Atlantik schleppen und in Philadelphia auflegen, wo es sich bis Februar 2025 befand.
2003 erwarb zunächst die Norwegian Cruise Line die United States mit der Absicht, eine vollständige Restaurierung durchzuführen und sie unter US-amerikanischer Flagge in ihren Hawaii-Dienst einzubinden. 2004 gab die Reederei eine Durchführbarkeitsstudie für einen Neuausbau in Auftrag. Im Mai 2006 kündigte der Vorstandsvorsitzende Sri Lim Kok Thay von Star Cruises (der Muttergesellschaft der Norwegian Cruise Line) die Restaurierung der United States als nächstes Projekt der Reederei an. Entgegen dieser Ankündigung unternahm die NCL jedoch keine entsprechenden Maßnahmen. Vielmehr wurde im Frühjahr 2009 bekannt gegeben, dass das Schiff durch NCL verkauft und möglicherweise verschrottet werden solle. Im März 2010 sammelte die NCL bereits konkrete Angebote von Abbrechern.

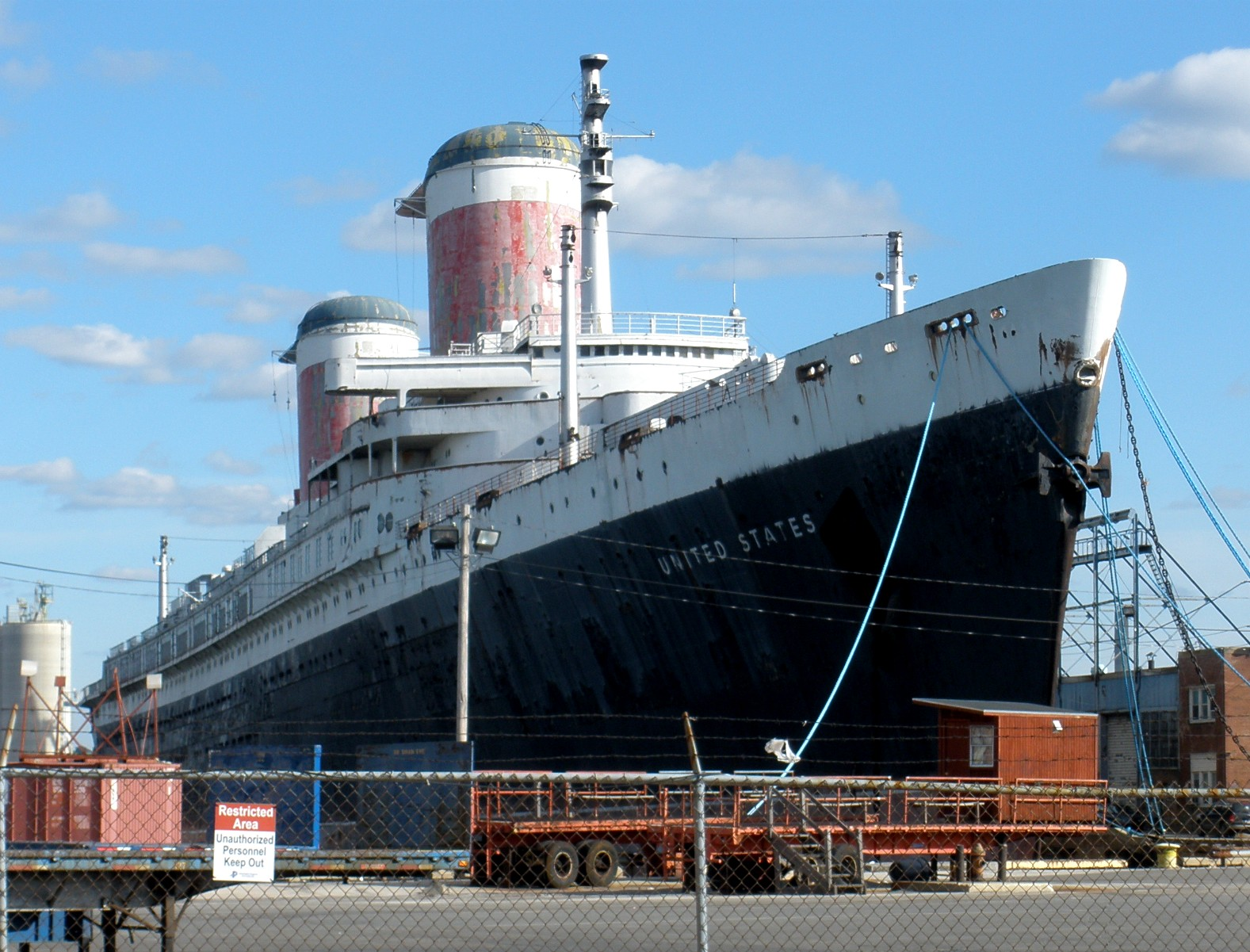
Die in Philadelphia aufgelegte United States (2009)

Am 1. Februar 2011 erwarb die „SS United States Conservancy“, eine eigens zu diesem Zweck gegründete Gruppe von Idealisten, nach einer öffentlichen Kampagne zur Erhaltung des Ozeanriesen das Schiff, um es als ein nationales maritimes Denkmal zu bewahren. Die Gruppe hatte dabei Zuspruch von Fans des Oldie-Liners aus allen Teilen der Welt erfahren und den Ankauf von NCL nach einer mit der Reederei ausgehandelten Preissenkung auf 3 Millionen US-Dollar realisieren können. Die Mittel hierfür stammten dabei aus Spendengeldern. Der SS United States Conservancy standen die weiteren Schritte zur möglichen Sanierung des Schiffes erst bevor. Die Innenausstattung des Schiffes fehlt komplett, so dass eine Restaurierung einen erheblichen finanziellen Aufwand darstellen würde.
Die Conservancy verfolgte nicht das Ziel, „the Big U“ – wie der Dampfer aufgrund seiner Silhouette durch die beiden überdimensionierten Schornsteine liebevoll von der Fangemeinde genannt wird – erneut als Passagierschiff in Dienst zu stellen. Geplant war eine Kombination als Hotel-, Museums- und Kulturschiff. Mehrere Hafenstädte an der nördlichen US-Ostküste sollten ein Interesse an dem Projekt kundgegeben und die Möglichkeit einer neuen festen Liegestelle für die United States in Aussicht gestellt haben.
Im Oktober 2015 verdichteten sich dann Aussagen, dass die Verschrottung unmittelbar bevorstünde, denn selbst die Gebühren für den Liegeplatz in Philadelphia sind wegen des Rückgangs der Spendengelder für die Gruppe zu teuer. Von einem Ausbau des Schiffs könne nicht mehr die Rede sein, hieß es.
Am 4. Februar 2016 gab die US-Reederei Crystal Cruises bekannt, eine Kaufoption für die United States gezeichnet zu haben, um sie nach kompletter Modernisierung ab Ende 2016 für Luxusreisen einzusetzen.
„In ihrer Blütezeit war das Schiff selbst die Destination: es war die Art zu reisen. Wir wollen, dass sie diesen Weg wieder geht“, sagte Edie Rodriguez, CEO von Crystal Cruises, anlässlich der Pressekonferenz. Als Auftragnehmer war die Lloyd Werft Bremerhaven im Gespräch, die damals wie Crystal Cruises zum Genting-Konzern gehörte. Aufgrund zu hoher Kosten und eines erheblichen Aufwands, um das Schiff auf geltende Standards umbauen zu können, nahm die Reederei später von den Plänen Abstand.
Am 10. Dezember 2018 gab Susan L. Gibbs, die Geschäftsführerin der „SS United States Conservancy“ und Enkelin des Schiffsarchitekten Francis Gibbs, auf ihrer Website bekannt, dass erneut ein Partner gefunden sei, der helfen soll, das Schiff seiner künftigen Verwendung als Hotel-, Museums- und Kulturschiff zuzuführen. Hierbei handelte es sich um RXR Realty, ein milliardenschweres Immobilienunternehmen mit Hauptgeschäftsbereich in New York und Hauptsitz ebenda. Ab Bekanntwerden der geplanten Kooperation sollten Ausbaupläne ausgearbeitet und zugleich ein geeigneter Liegeplatz gefunden werden. Auch bei diesem Projekt war die Realisierung von der Umsetzbarkeit abhängig. Konkret hätte das Schiff am Pier 57 am Hudson River in Manhattan, New York, seinen Platz finden können, da RXR Realty dort schon Büroräume zur Verfügung stellte. Angehängt an den Bürokomplex, der hauptsächlich von Google genutzt wurde, sollte das Schiff als „schwimmendes Hotel und Veranstaltungsfläche“ dienen.

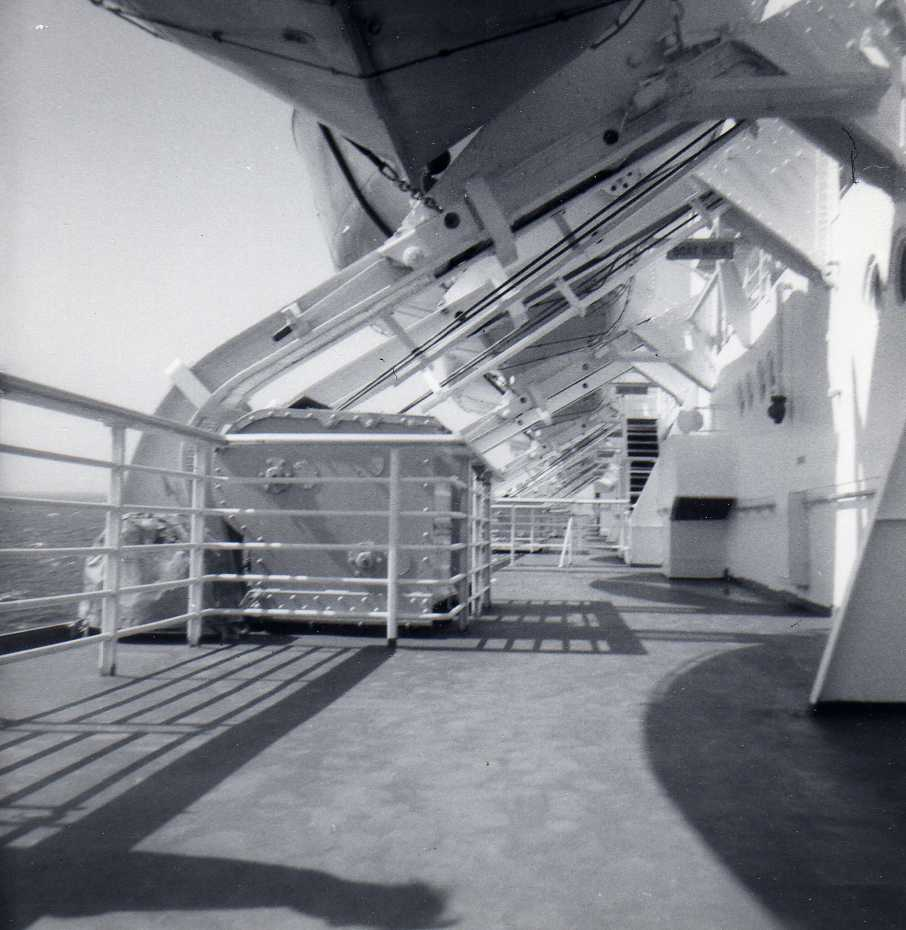
Das Sonnendeck (1964)

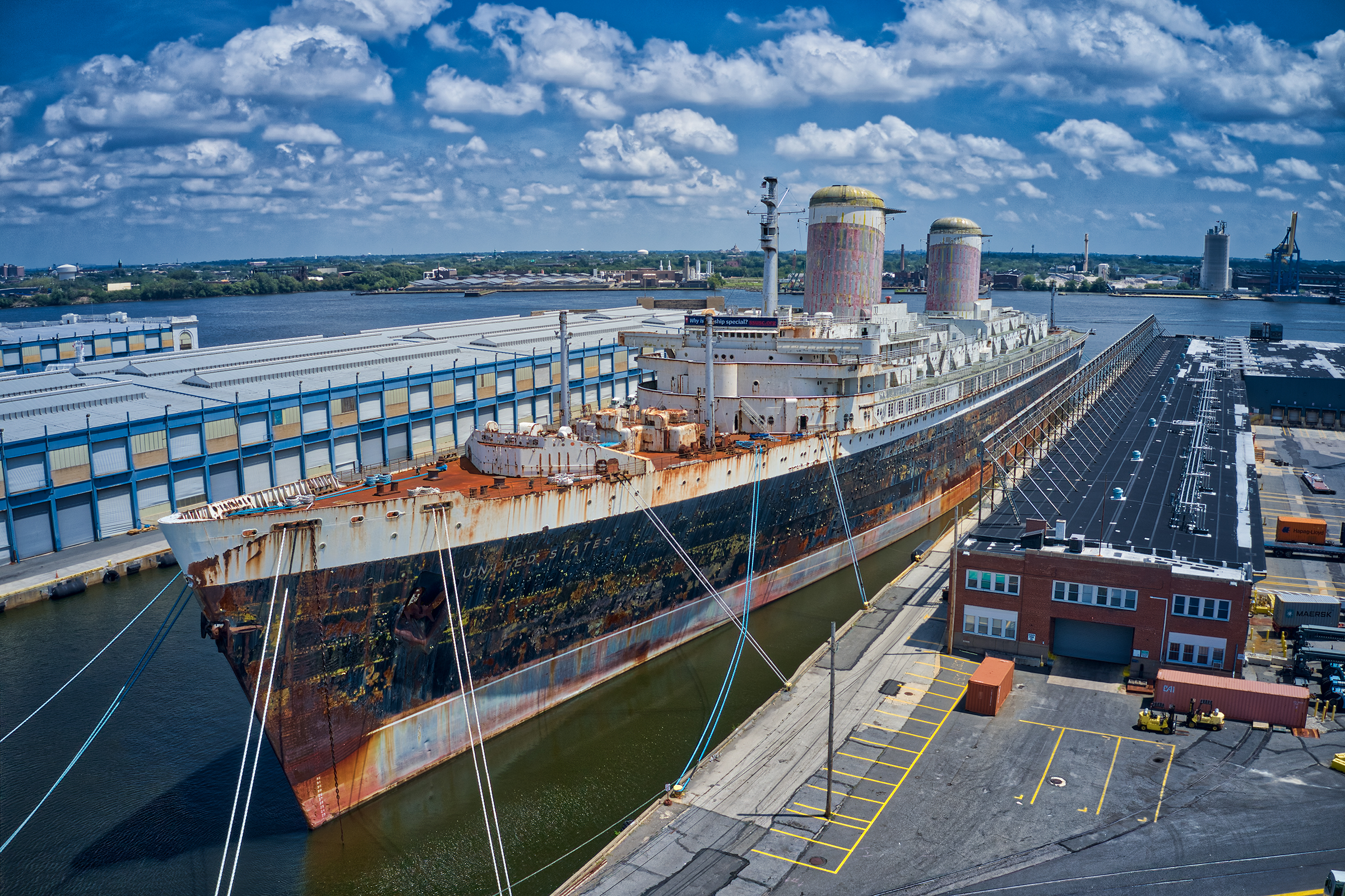
Die vom Rost bedeckte United States 2021 an ihrem Liegeplatz

Im September 2024 wurde bekannt, dass die Absichten zum Umbau des Schiffes in ein schwimmendes Museum und Hotel eingestellt worden waren und dass gegebenenfalls auch eine Versenkung des Schiffes vor der Küste Floridas bei Fort Walton Beach als künstliches Riff in Erwägung gezogen wird. Hintergrund hierbei war ein Rechtsstreit zwischen der „SS United States Conservancy“ und der Firma Penn Warehousing & Distribution Inc. – an deren Liegeplatz (Pier 82) sich der ehemalige Luxusliner seit mehreren Jahrzehnten befand und die wegen aufgelaufener Liegegebühren in Höhe von rund 731.000 US-Dollar eine Klage auf Entfernung des Schiffes angestrengt hatte –, wobei eine Bundesrichterin im Sommer 2024 zu Gunsten von Penn Warehousing & Distribution Inc. entschieden und die Entfernung des (nicht mehr fahrbereiten) Liners bis zum 12. September 2024 angewiesen hatte.
Anfang Oktober 2024 wurde die Einigung zwischen der Stadt Fort Walton Beach und der SS United States Conservancy zu der geplanten Versenkung bestätigt. Das Projekt, dessen Kosten auf bis zu 10,1 Millionen US-Dollar geschätzt wurden, umfasst den Erwerb, die Sanierung, den Transport und die Versenkung des Ozeandampfers. Es stellt auch eine Teilfinanzierung für ein Museum bereit, das die Geschichte des Schiffes zeigen soll.
Es wird erwartet, dass das Verfahren für die nötigen Sanierungen und die ordnungsgemäße Versenkung bis zu zwei Jahre dauern wird. Das Schiff verließ Philadelphia im Februar 2025 in Richtung Mobile, Alabama. Die Schornsteine sollen erhalten bleiben.

## Technik
Das Schiff ist in vielerlei Hinsicht einzigartig. Bei seiner Innenausstattung wurde zu Gunsten der Feuersicherheit bis auf einen Hauklotz in der Küche und einen Flügel aus Mahagoni komplett auf Holz verzichtet und es erreichte einen vollständigen Vier-Abteilungen-Standard, bliebe also selbst bei gleichzeitiger Flutung von beliebigen vier nebeneinander liegenden wasserdichten Abteilungen schwimmfähig.
Das herausragende Merkmal der United States war ihr Antrieb. Ihre Dampfturbinen waren für Flugzeugträger konzipiert, weswegen sie über den leistungsstärksten Antrieb aller je gebauten Handelsschiffe verfügte. Aufgrund militärischer Geheimhaltung wurden die technischen Daten lange Zeit nicht veröffentlicht. Erst in den 1970er Jahren wurden Daten ihrer Testfahrten bekannt, dennoch ist ihre Höchstgeschwindigkeit nicht genau geklärt. Nach Aussagen von Besatzungsmitgliedern, die bei den Probefahrten als Offiziersanwärter auf der Kommandobrücke Dienst versahen, wurde kurzzeitig eine Geschwindigkeit von 41,6 kn = 77,0 km/h erreicht. Zum Vergleich: Die Rumpfgeschwindigkeit bei 287 m LWL wäre ca. 76,2 km/h. Doch selbst mit den offiziell angegebenen 38,32 Knoten war sie das schnellste Schiff dieser Größenordnung, das je gebaut wurde.

## Sonstiges
Der US-amerikanische Romanautor Clive Cussler verwendete die United States für eines seiner Bücher. In seiner 1997 erschienenen Erzählung Flood Tide (dt. Höllenflut) wird das Schiff von einem chinesischen Reeder gekauft, ausgeschlachtet und als Schlüsselwerkzeug für einen großangelegten Anschlag benutzt, bei dem der Ozeanriese fast zerstört wird.
Im Film Gespensterparty von 1966 fand sie als Kulisse bei Außenaufnahmen Verwendung.
Im Film Dead Man Down von 2013 spielen Szenen im Schiffsinneren; das Schiff wird auch in der Außenansicht gezeigt.
Im Film Ich war noch niemals in New York von 2019 wird sie in abgewandelter Form als „MS Maximiliane“ genutzt.
Der Illustrator David Macaulay erklärte in einem Buch von 2019 an Planung, Bau und Einsatz des Schiffs den Fortschritt im Bau von schnellen Dampfschiffen im Atlantikdienst.

## Film
- Mathias Haentjes, Regie: Ozeanriesen – Goldene Jahre. Dokumentation über die Epoche der Atlantik-Liner, Deutschland, 2019, Radio Bremen, 52 Min. (Bild- und Filmmaterial zur „Titanic“, „Britannic“ (Wrack), aus Cherbourg vom Gare Maritime, aus den Hapag-Hallen in Cuxhaven, zur „Queen Mary 2“, „Normandie“, „United States“ – Philadelphia, „Astoria“(Ex-Stockholm) – dem ältesten fahrenden Pass.schiff dieser Kategorie. Informationen des Senders arte, abgerufen am 27. Feb. 2020)